# 小倉智昭の特命調査隊!国民は怒っているぞ!血税バラまき真相SP
『小倉智昭の特命調査隊!国民は怒っているぞ!血税バラまき真相SP』（おぐらともあきのとくめいちょうさたい こくみんはおこっているぞ けつぜいバラまきしんそうスペシャル）は、テレビ朝日『ドスペ!』枠にて不定期で放送されていたバラエティ番組。

## 番組の特色
小倉智昭と“特命調査隊”が日本の税金問題を追及する。

## 内容

### 2005年11月26日の放送
破産寸前の大阪市とキャリア官僚の天下りを中心に取り上げた。

### 2006年4月15日の放送
- 福島市の“ふくしまスカイパーク”

阿藤快がリポート。
- 京都府の“私のしごと館”

浅草キッドと若者3人がリポート。
- 大阪市の豪華税金スポットバスツアー第2弾！

大阪ドーム、舞州緑地公園、フェスティバルゲート、美術館開館にメドが出ず、倉庫に死蔵したままの“高額絵画”の数々など大阪市内の施設を、ますだおかだと“オバちゃん軍団”がリポート。
- 退職金ウン億円・官僚の天下り人生追及第2弾！

特殊法人が集まる街、東京・虎ノ門を、浅草キッドがリポート。
- コンゴ、ODAばらまき援助の信じられない実態！

ODAの実態を、ムルアカがリポート。

## その他
外務省は2006年10月14日放送分の内容に虚偽があるとして、抗議をおこなった。抗議の内容は「3年間の勤務で4500万円ものお金が貯まる」といった偏見を与えるものや、外交官が1回も住んだことのない豪邸をあたかも住んでいたかのように報道し、また外交官の仕事内容も曲解して報道、金田勝年外務副大臣（当時）の発言内容を改竄したというものである。これに対してテレビ朝日は10月27日付で謝罪する旨のコメントを出した。

## 出演者

### 2005年11月26日分
- 番組司会
  - 小倉智昭
  - 麻木久仁子
- スタジオゲスト
  - 猪瀬直樹（作家）
  - 荻原博子（経済ジャーナリスト）
  - 鈴木宗男（新党大地代表）
  - 紺谷典子（国民新党副代表）
  - 丸山和也
  - えなりかずき
  - 小川菜摘
  - 眞鍋かをり
- 特命調査隊
  - 阿藤快
  - 浅草キッド
  - ますだおかだ

### 2006年4月15日分
- 番組司会
  - 小倉智昭
  - 武内絵美（テレビ朝日アナウンサー）
- スタジオゲスト 
  - 丸山和也（弁護士）
  - 浅草キッド
  - ますだおかだ
  - 松居一代
  - 水野裕子
- 有識者・政治家パネラー 
  - 猪瀬直樹（作家）
  - 鈴木宗男（新党大地代表）
  - 平沢勝栄（衆議院議員・自民党）
  - 原口一博（衆議院議員・民主党）
  - 荻原博子（経済ジャーナリスト）
- 特命調査隊
  - 阿藤快
  - 浅草キッド
  - ますだおかだ

### 2006年10月14日分
- 番組司会
  - 小倉智昭
  - 麻木久仁子
- 有識者・政治家パネラー
  - 荻原博子（経済ジャーナリスト）
  - 田中康夫（新党日本代表、作家、元長野県知事）
  - 鈴木宗男（新党大地代表）
  - 片山さつき（衆議院議員・自民党）
  - 上野賢一郎（　　〃　　　　　　）
  - 長妻昭（衆議院議員・民主党）
- スタジオゲスト
  - 江本孟紀（阪神タイガース元投手、野球解説者、元参議院議員）
  - 熊田曜子
  - 阿藤快
  - 松居一代
  - 水野裕子

- 特命調査隊
  - ますだおかだ
  - 高橋ジョージ